# 아틀란티스: 잃어버린 제국
《아틀란티스 : 잃어버린 제국》(영어: Atlantis: The Lost Empire)는 월트 디즈니 피처 애니메이션이 제작한 2001년 미국 만화 영화이다.

## 줄거리
1914년 워싱턴 D.C.에서 스미스소니언 협회 소속의 마일로 대치는 수천 년 전 침몰했다고 믿어지는 전설적인 잃어버린 도시 아틀란티스를 찾는 데 집착한다. 그의 고용주들은 그의 이론을 비웃지만, 그는 사망한 모험가 할아버지도 그 도시를 찾던 친구였던 괴짜 백만장자 프레스턴 B. 휘트모어의 예상치 못한 동맹을 얻는다. 오랜 친구의 탐험을 기리기로 결심한 휘트모어는 아틀란티스 탐험에 마일로를 모집하고, 최근에 회수된 잃어버린 도시로 가는 길을 담고 있는 고대 아틀란티스어 원고인 양치기의 일지를 제공한다.
잠수함 율리시스호에 탑승한 마일로는 그의 팀을 만난다: 라일 티베리우스 로크 사령관, 헬가 싱클레어 중위, 폭파 전문가 빈센초 산토리니, 지질학자 가에탕 "두더지" 몰리에르, 의료 장교 조슈아 스위트, 기계공 오드리 라미레즈, 라디오 통신사 빌헬미나 패커드, 조리사 제비다이아 "쿠키" 판스워스, 그리고 용병 소대. 잃어버린 도시로 이어지는 동굴 입구에 도달하자 잠수함은 거대한 기계 레비아탄의 공격을 받아 파괴되고 대부분의 승무원이 사망한다. 마일로와 생존자들은 작은 배를 타고 동굴을 통과하여 고대 유적지 사이로 나온다.
마일로는 일지를 번역하여 휴화산 아래 동굴을 통해 팀을 안내하고 아틀란티스 도시를 내려다보는 개방된 장소에 도착한다. 그들은 키다가카시 "키다" 네다크 공주의 영접을 받는데, 그녀는 약 8,500세임에도 불구하고 젊은 여성의 모습이다. 그녀는 그들을 그녀의 아버지인 카셰킴 왕에게 안내하지만, 왕은 그들에게 떠나라고 명령한다. 마일로가 그들의 언어를 읽을 수 있다는 것을 알게 된 키다(이는 아틀란티스인들에게 수천 년 동안 잊혀진 기술이다)는 도시가 쇠퇴하고 자원이 고갈된 채로 남아있는 잊혀진 역사와 고도로 발전된 기술을 밝히는 데 그의 도움을 요청한다. 마일로는 아틀란티스가 아틀란티스의 심장에 의해 동력을 얻고 있다는 것을 알게 되는데, 이것은 시민들이 휴대하는 작은 크리스탈을 통해 장수와 건강을 부여하는 거대한 크리스탈이다.
로크는 마일로와 아틀란티스인들을 배신하고, 아틀란티스인들이 없으면 멸망할 것이라는 것을 알면서도 이익을 위해 심장을 훔치려는 진정한 의도를 밝힌다. 그는 왕을 치명적으로 부상시키고 통제권을 장악하며 도시 아래에 숨겨진 크리스탈의 위치를 밝혀낸다. 위험을 감지한 크리스탈은 키다와 합쳐지고, 키다는 로크에게 붙잡힌다. 그는 크리스탈화된 키다와 그의 용병들을 데리고 떠나며 다리를 파괴하지만, 빈센초, 몰리에르, 스위트, 오드리, 패커드, 쿠키는 마일로 편으로 돌아온다.
죽기 전에 왕은 자신이 크리스탈의 거대한 힘을 무기화하려 한 후 거대해일로 아틀란티스가 황폐해졌다고 밝힌다. 도시를 보호하기 위해 크리스탈은 왕가의 일원인 키다의 어머니와 합쳐졌다. 이것은 도시의 내부 지구 위에 보호 돔을 만들었고, 아틀란티스가 바다 밑으로 가라앉을 때 완전한 파괴로부터 보호했지만, 키다의 어머니는 결코 돌아오지 않았다. 크리스탈이 키다와 다시 합쳐지는 것을 막기 위해 왕은 그것을 숨겼고, 의도치 않게 아틀란티스의 쇠퇴를 가속화했다. 그는 마일로에게 키다가 곧 크리스탈과 분리되지 않으면 영원히 사라질 것이라고 경고하고 그녀를 구해달라고 간청한다.
마일로는 그의 동맹들과 함께 아틀란티스인들을 모아 오랫동안 잠자고 있던 비행 기계를 재활성화시킨다. 그들은 함께 화산에서 로크의 용병들을 제거한다. 마일로는 크리스탈 파편으로 로크를 죽이고, 그와 다른 사람들은 화산이 폭발하는 동안 크리스탈화된 키다를 아틀란티스로 다시 날려보낸다. 키다는 공중으로 떠올라 스톤 가디언들을 깨우고, 그들은 용암 흐름으로부터 도시를 보호하는 장벽을 세운다. 아틀란티스가 구원되자 크리스탈은 키다와 분리되어 하늘에 매달려 있다.
마일로는 키다와 사랑에 빠져 아틀란티스에 머물기로 선택한다. 지상으로 돌아가기 전에 빈센초, 몰리에르, 스위트, 오드리, 패커드, 쿠키는 각각 작은 크리스탈과 보물 몫을 받는다. 여섯 명은 프레스턴과 재회하고 아틀란티스를 보호하기 위해 그들의 모험을 비밀로 하기로 결정한다. 프레스턴은 마일로로부터 그의 크리스탈과 감사의 쪽지가 담긴 소포를 개봉한다. 새로 즉위한 키다 여왕과 마일로 왕은 도시가 이전의 영광을 되찾은 것처럼 아틀란티스의 심장 옆에 떠 있는 과거 통치자들의 석상과 합류하기 위해 그녀의 아버지의 석상을 조각한다.

## 한국판 성우진
- 강수진 - 마일로(마이클 J. 폭스)
- 김정애 - 키다(크리 섬머)
- 박조호 - 루크제임스 가너)
- 강희선 - 헬가(클로디아 크리스천)
- 설영범 - 비니(돈 노벨로)
- 최덕희 - 오드리(재클린 오브라더스)
- 유해무 - 몰(코리 버튼)
- 이호인 - 스위트(필 모리스)
- 장승길 - 쿠키(짐 바니)
- 나수란 - 윌헤미나(플로렌스 스탠리)
- 유강진 - 휘트모어(존 머호니)
- 정기항 - 아틀란티스 왕(레너드 니모이)
- 이종구 - 박물관장(데이비드 오그던 스티어스)

기타 배역: 서문석, 최재익, 정기항, 정승길, 이호인 & 이종구

## 음악
- "너의 꿈 찾아"
  - 노래: 강타
  - 음악 감독: 김정아
  - 가사: 전성준

## 제작진
- 연출: 박원빈
- 번역: 민숙원
- 대사 녹음: 애드원
- 노래 녹음: SM 스튜디오
- 조연출: 신석숙
- 녹음 기술: 차대성
- 크리에이티브 수퍼바이저: 정성준
- 한국어 제작: Disney Character Voices International, Inc.

## 같이 보기
- 인디아나 존스
- 밀림의 왕자 레오